# 浜寺水練学校
浜寺水練学校（はまでらすいれんがっこう）は、大阪府堺市西区の浜寺公園内にある浜寺プールで、夏休み期間中に開講している水泳学校。
毎日新聞大阪本社主催。略称・愛称は「浜水」（ハマスイ）。

## 概要
1906年（明治39年）、大阪毎日新聞（現・毎日新聞大阪本社）が堺市浜寺に海水浴場と海泳練習場を開設した際、水練学校も同時に開校した。
ただ、開校以来100年以上の歴史の中で実施しなかった年が3回あり、最初は1945年（昭和20年）の太平洋戦争戦局悪化のため、そして2020年（令和2年）と2021年（令和3年）は新型コロナウイルス流行問題でそれぞれ中止になった。
堺泉北臨海工業地帯造成のため、1961年（昭和36年）6月に浜寺海水浴場は閉鎖されたが、2年後の1963年（昭和38年）、浜寺公園内に大阪府営の大プールが開設されたことで、場所を移して水練学校を再開し現在に至る。明治の開校以来、在校生は37万人を超えるが、水死事故は1件もない。
創立100周年を記念した石碑が浜寺公園内（中央花壇と公園を南北に貫く道が交差する付近）に設置されている。

## 指導法
浜水は紀州藩に伝わっていた日本泳法である能島流を伝承している。
クラスは年齢別を縦糸に、泳力別を横糸に細かく編成。最初はプールの中を歩くことから始めて顔をつけ、バタ足と進み、夏休みをフルに活用することで、まったく泳げなかった子供でも、水に浮いて25メートルは泳げるようになる。上級ではクロールや平泳ぎなどの基本泳法のほか、日本泳法まで指導する。
浜水では昇級し、高等科まで行くと高等科生の卒業試験に合格すると指導者にまで進むことができる。

## アーティスティックスイミング
日本のアーティスティックスイミング（シンクロナイズドスイミング）の歩みは、一般に1954年（昭和29年）にアメリカのシンクロチームが公開演技を行ったことが始まりとされる（1900年頃にヨーロッパから始まった浮き身と泳ぎの群舞は20世紀前半をかけて発展し、1934年にアメリカで「シンクロナイズドスイミング」という名称が成立した）。ただし、泳法の多くは日本泳法とも共通しており、また群舞の流れも日本にあったために、受容の下地となった。浜寺水練学校はその中心地のひとつであり、昭和初期には「楽水群像」と呼ばれるページェントが行われ、1950年（昭和25年）にはそれに音楽を組み合わせる試みを始めていたことから、浜水は「日本におけるアーティスティックスイミングの発祥の地」とも言われている。浜寺水練学校からはアーティスティックスイミングの指導者（高橋清彦、井村雅代）をはじめ、本間三和子らアーティスティックスイマーやオリンピック出場者も多数輩出している。

### 昭和初期の「楽水群像」
1925年（大正14年）、水練学校女子部長に就任した松本楢雄は、アメリカの無声映画で映されていた水中バレエを参考に、日本泳法やクロールを組み合わせ、「日本の印象」「オランダの印象」といった題目で一つの流れに組み立てたページェントを考案、女子部の水泳教師に団体演技を指導した。この団体演技は「楽水群像」と呼ばれた。楽水群像が初めて一般公開されたのは1932年（昭和7年）のことで、その年の夏に宝塚に完成した50mプールで、華岡芳三の指導のもと披露された。初期の楽水群像は、日本泳法（能島流の基本泳法）と近代泳法を組み合わせたもので、笛によって指揮されていた。その後、観客により美しく見せるための工夫が繰り返され、多くの泳法が加えられ、マスゲーム的なものとして発展した。

### 戦後の発展
1950年8月12日、戦後初めて開催された日米水上競技大会（大阪市営プール）において、高橋清彦は「楽水群像」と音楽（宝塚歌劇団の高橋廉が作曲した）を組み合わせて披露した。音楽と群舞が組み合わされたことにより、現代のアーティスティックスイミングに一層近づいたものとなった。一方で、競技として発展するには、1954年の「シンクロ」の紹介に始まる本格的受容を待つ必要があったとも評価される。

## 主な卒業生
- 山本富士子（女優）
- 櫻木健一（俳優）
- 井村雅代（アーティスティックスイミング指導者）
- 池田幾三（放送作家）
- 立花理佐（タレント）
- 中谷彰宏（作家）

「毎日新聞社浜寺水練学校100年史 : 1906～2006 」（毎日新聞大阪本社　2006年6月）より